# Melina Abdullah
Melina Abdullah é uma acadêmica e líder cívica americana. Ela é diretora do departamento de Estudos Pan-Africanos da Universidade do Estado da Califórnia, em Los Angeles, e co-fundadora do capítulo de Los Angeles do Black Lives Matter. 

## Início
Abdullah nasceu em Oakland, Califórnia, nos Estados Unidos. Seu pai foi "um organizador de sindicato e auto-proclamado trotskista". 
Abdullah se formou na Universidade Howard, onde ganhou um bacharelado em Estudos Afro-Americanos. Depois, obteve seu PhD em Ciências Políticas pela Universidade do Sul da Califórnia. 

## Carreira
Abdullah é professora titular e presidente do departamento de Estudos Pan-Africanos da Universidade do Estado da Califórnia. Ela foi entrevistada para o 13th, um documentário de 2016 sobre encarceramento em massa nos Estados Unidos. 
Abdullah tem atuado na Comissão de Relações Humanas do Condado de Los Angeles desde 2014. Ela é uma das co-fundadora do capítulo de Los Angeles da Black Lives Matter. Ela foi presa e liberada após pagar uma fiança de US$ 20 000 em maio de 2018.

## Vida pessoal
Abdullah vive em Crenshaw, um bairro de Los Angeles. Ela tem três filhos.